# Anopheles hamoni
Anopheles hamoni är en tvåvingeart som beskrevs av Adam 1962. Anopheles hamoni ingår i släktet Anopheles och familjen stickmyggor.
Artens utbredningsområde är Kongo. Inga underarter finns listade i Catalogue of Life.